# Thomas Rydahl
Thomas Rydahl (Aarhus, 1974) è uno scrittore danese.

## Biografia
Nato ad Aarhus nel 1974, ha studiato filosofia e psicologia e si è laureato nel 1999 alla Danish Academy of Writing.
Vincitore nel 1992 del concorso per racconti "Politiken e Gyldendals", ha esordito nella narrativa gialla nel 2014 con il romanzo Eremitten aggiudicandosi l'anno successivo il prestigioso premio Glasnyckeln.
Nel 2019 ha pubblicato con  A. J. Kazinski il giallo Morte di una sirena, ambientato nei primi dell'800 a Copenaghen e avente per protagonista lo scrittore Hans Christian Andersen nei panni di un investigatore.

## Opere

### Serie Fuerteventura
- Eremitten (2014)
- De savnede (2016)
- De tre paver (2019)

### Altri romanzi
- Morte di una sirena con A. J. Kazinski (En havfrues død, 2019), Vicenza, Neri Pozza, 2020 traduzione di ISBN 978-88-545-1972-5.

## Premi e riconoscimenti
- Harald Mogensen: 2015 per Eremitten
- Glasnyckeln: 2015 per Eremitten